# Nurflügel

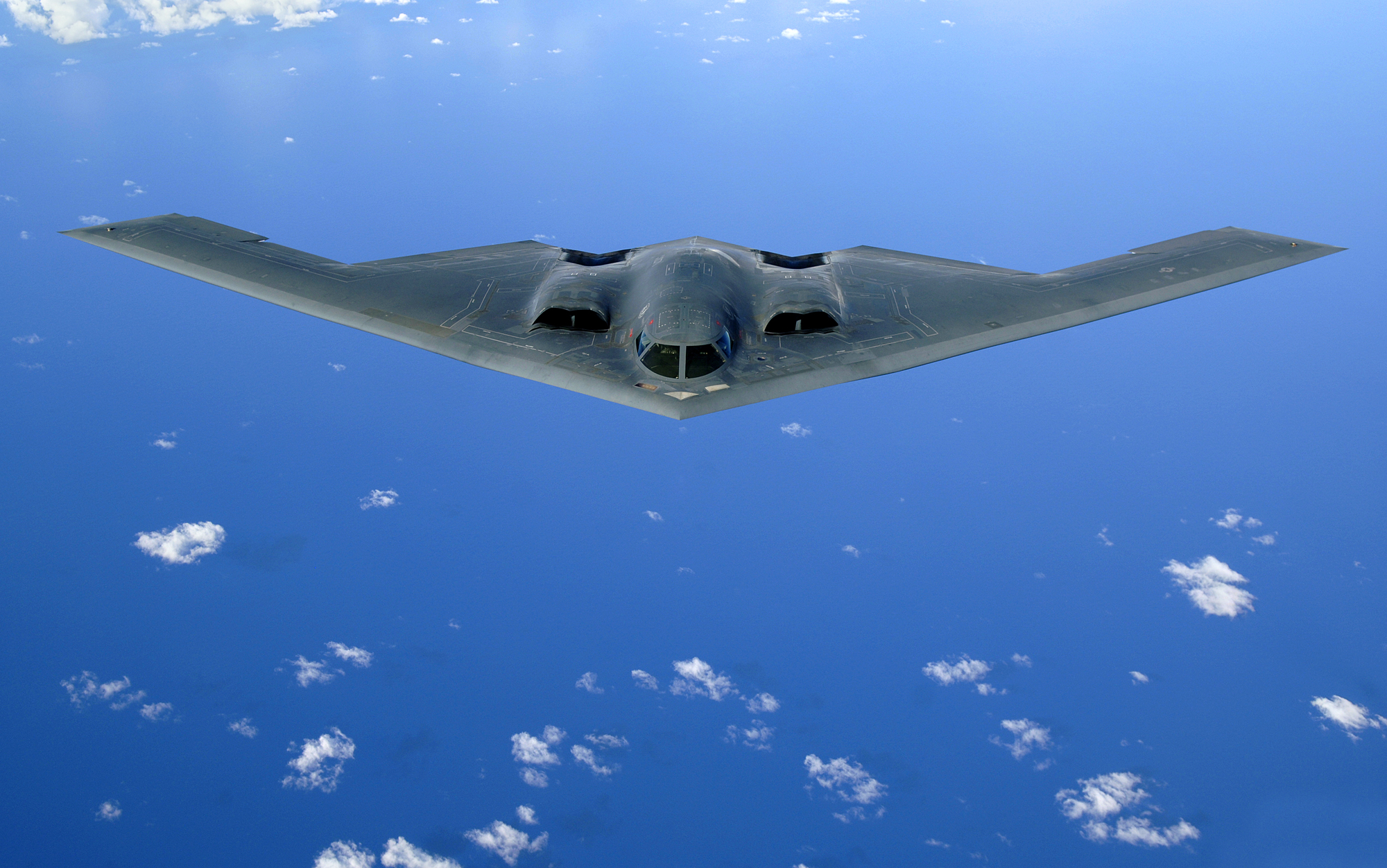
Der derzeit bekannteste Vertreter dieser Bauart – die Northrop B-2

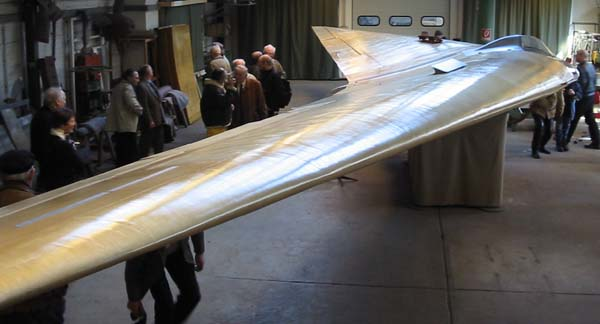
Horten H III f

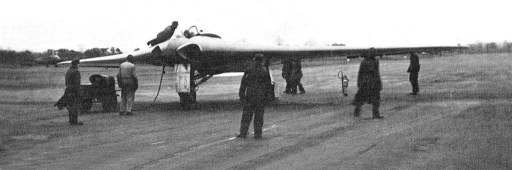
Horten H IX V2

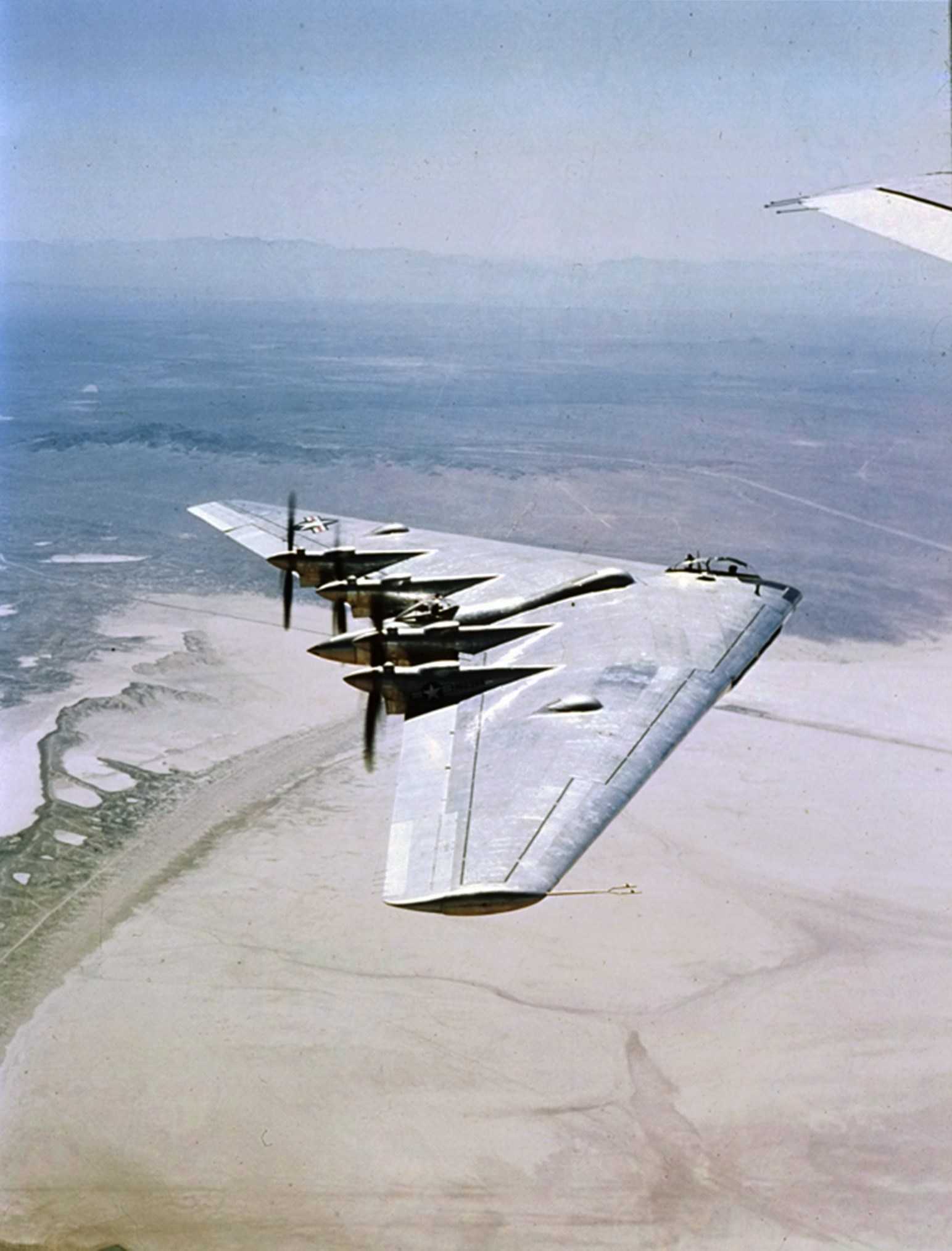
Die YB-35

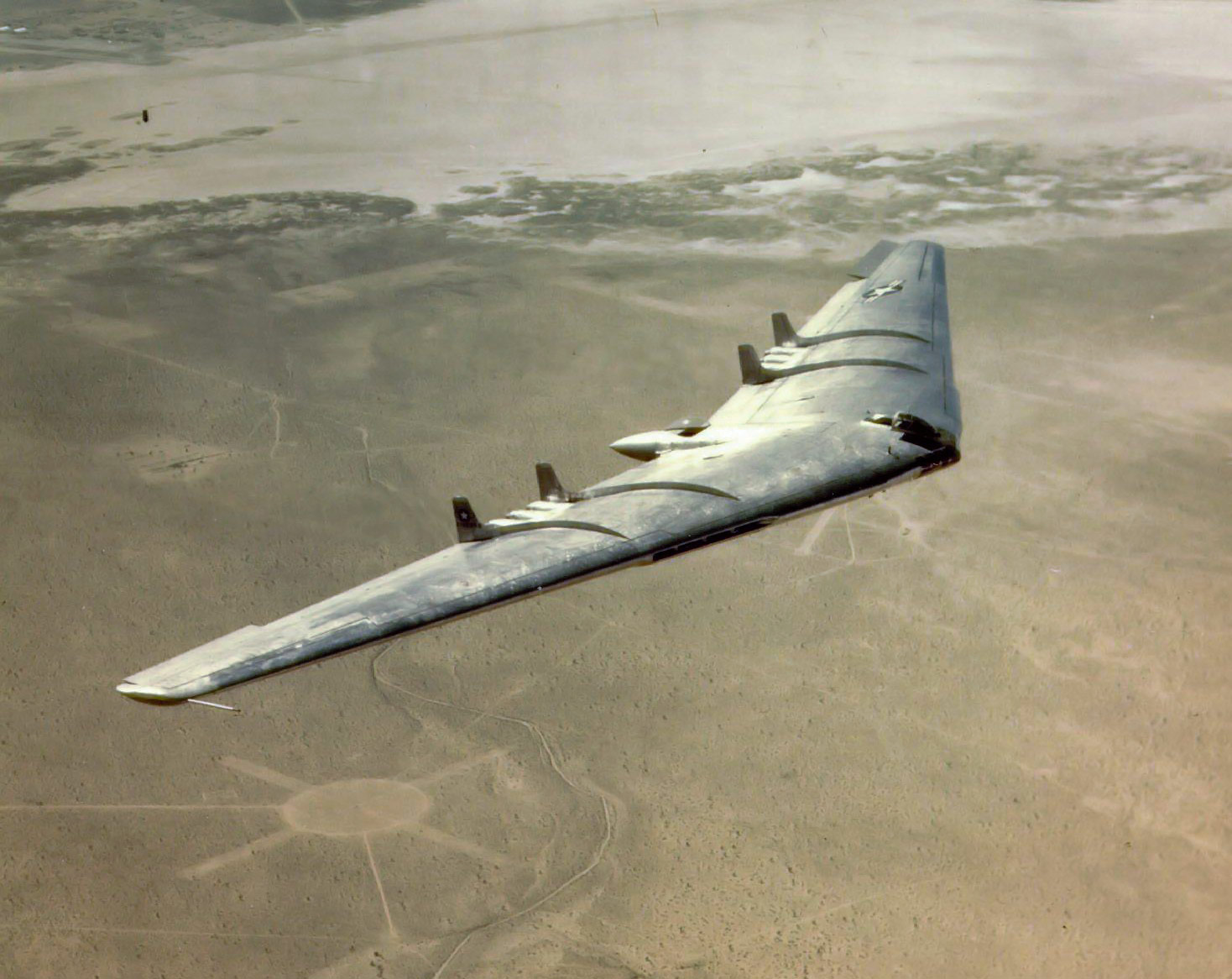
Die YB-49

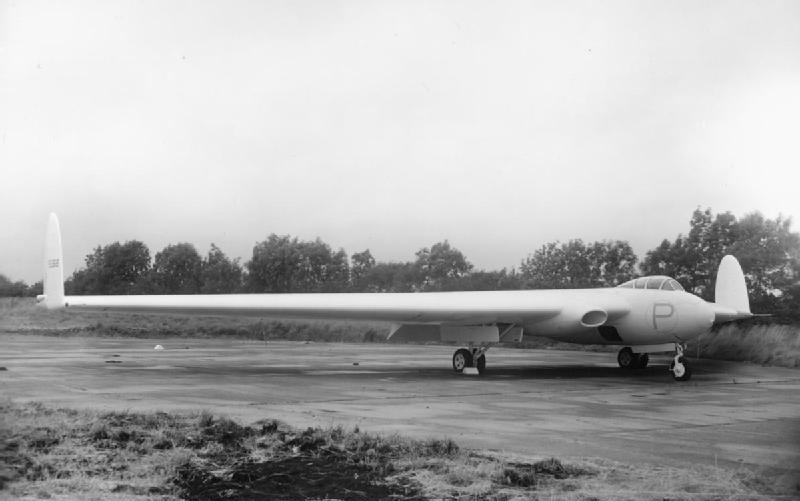
Armstrong Whitworth A.W.52

Nurflügel, auch Nurflügelflugzeug oder Nurflügler, ist die Bezeichnung für Flugzeuge mit einer speziellen konstruktiven Auslegung, bei denen auf ein gesondertes  Höhenleitwerk und auch auf ein Seitenleitwerk verzichtet wird. Statt eines konventionellen Rumpfquerschnitts weisen Nurflügler häufig einen fließenden Übergang zwischen Rumpf und Tragflächen auf. Beim sogenannten „reinen Nurflügel“ befinden sich alle wichtigen Komponenten wie Antrieb, Treibstoff, Fracht und Besatzung innerhalb des Tragflügels.
„Reine“ Nurflügel stellen also eine Untergruppe der schwanzlosen Flugzeuge dar. Schwanzlose unterscheiden sich von konventionellen Flugzeugen durch das Fehlen eines abgesetzten Höhenleitwerks, wobei ein abgesetzter Rumpf und ein konventionelles Seitenleitwerk durchaus vorhanden sein können. Deltaflügler sind häufig als Schwanzlose ausgelegt.

## Diskussion Schwanzlos vs. Nurflügel
Die Unterscheidung zwischen Schwanzlosen und Nurflügeln ist nicht scharf abgrenzbar; oft werden beide Bezeichnungen auch im deutschsprachigen Raum synonym eingesetzt. International heißen sie „Fliegende Flügel“ (englisch Flying Wing, französisch Ailes Volantes, spanisch Ala Volante etc.).
Eine klare Trennung scheint auch nicht sinnvoll, da dann die Northrop XB-35 ein Nurflügel, ihre Weiterentwicklung YB-49 mit vertikalen Stabilisierungsflossen dagegen lediglich schwanzlos gewesen wäre. Das gilt auch für die Verwendung von Winglets, die sowohl als Erweiterung der Flügelaerodynamik als auch als vertikale Stabilisierungsflächen betrachtet werden könnten.
Ähnliches gilt für die Abgrenzung des sogenannten Deltaflügels, da beispielsweise die Aerodynamik des ersten Deltaflügels „Delta I“ von Alexander Lippisch mit seiner relativ hohen Streckung eher der eines sogenannten Brettnurflügels entsprach als beispielsweise der einer Dassault Mirage oder Convair F-106 mit sehr geringer Streckung. Ein Beispiel für einen Delta-Nurflügel stellt das Projekt McDonnell Douglas/General Dynamics A-12 dar.
Nicht zuletzt erfordert der „reine Nurflügel“ eine gewisse Größe, damit wenigstens der Pilot im Flügel untergebracht werden kann. Insofern wären sogar die meisten Horten-Konstruktionen keine reinen Nurflügel gewesen.
Eine Übersicht der meisten schwanzlosen und Nurflügelflugzeuge befindet sich in der Liste von schwanzlosen Flugzeugen.

## Ursprung und Pioniere

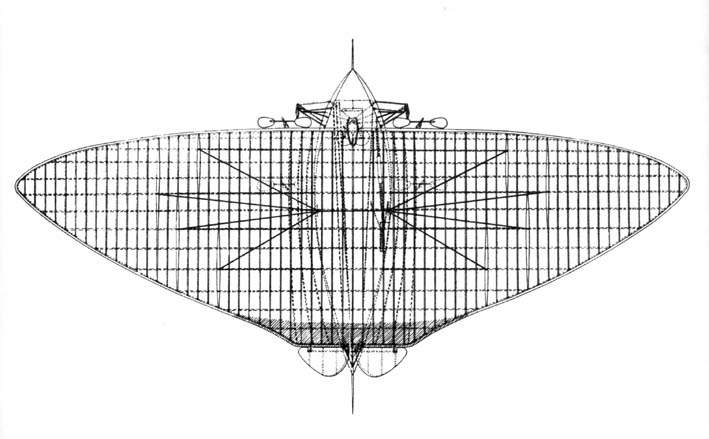
Aéroplane de Pénaud, 1876

Das Konzept des Nurflügels wurde am 16. Februar 1876 geboren, als die französischen Ingenieure Alphonse Pénaud und Paul Gauchot das Patent für „ein Flugzeug oder Fluggerät“ einbrachten, das von zwei Propellern angetrieben wird und alle Eigenschaften eines Nurflügels, wie wir ihn heute kennen, aufweist. Erst mit dem Ende des Ersten Weltkriegs und dem Beginn der zivilen Luftfahrt gewann das Konzept an Dynamik.
Die ersten technischen Umsetzungen des Nurflügelgedankens gehen auf eine 1897 erschienene Veröffentlichung von Friedrich Ahlborn zurück, in der die stabilen Flugeigenschaften der Samen der Kletterpflanze Zanonia macrocarpa beschrieben werden.
Der Österreicher Ignaz „Igo“ Etrich entwickelte im Jahre 1903 den ersten Nurflügel nach dem Vorbild dieses Flugsamens, bekam 1905 ein Patent darauf, und flog 1906 erstmals einen bemannten Gleiter mit dieser Tragflächenform. In England entwarf der Kunstmaler und Luftfahrtpionier José Weiss ebenfalls Gleiter nach diesem Prinzip.
1910 wurde ein Nurflügelpatent von Hugo Junkers angemeldet. Diese Patentschrift beinhaltet die Unterbringung von Motoren, Nutzlast und Treibstoff innerhalb der Tragfläche, beschreibt aber nicht den Verzicht auf ein separates Höhenleitwerk, was gemeinhin als Merkmal für alle schwanzlosen Flugzeuge gilt. Die Umsetzung der Junkers-Patentschrift erfolgte mit der Junkers G 38, die ein konventionelles Kastenleitwerk hatte.
Vor dem Ersten Weltkrieg flogen Nurflügel von René Arnoux (fliegendes Brett) und John William Dunne (Pfeilflügel) teilweise schon recht erfolgreich. Beim Rhönwettbewerb 1921 war es das Nurflügel-Segelflugzeug Weltensegler, das wahrscheinlich bei seinem einzigen Flug den ersten über einen reinen Gleitflug hinausgehenden Segelflug unternommen hat.
Weitergeführt wurde die Nurflügel-Idee in der Folgezeit in Deutschland von Alexander Lippisch, den Brüdern Horten, in der Schweiz von Alexander Leo Soldenhoff, in den USA von Jack Northrop, in der Sowjetunion von Boris Iwanowitsch Tscheranowski, in Frankreich von Charles Fauvel und in Großbritannien von Geoffrey T. R. Hill und der Handley Page Aircraft Company. Während des Zweiten Weltkriegs erfuhr die Entwicklung schwanzloser Typen in Deutschland und in den USA eine deutliche Weiterentwicklung, was zum Beispiel zur Me 163 und der Northrop N-9M sowie der Horten H IX führte.
Direkt nach dem Kriegsende griffen die Siegermächte diese Konzepte auf und es entstanden so die De Havilland DH.108 Swallow, die Northrop X-4, die Chance Vought F7U Cutlass. Auch die Northrop YB-35 sowie deren Weiterentwicklung Northrop YB-49 flogen erst nach dem Kriegsende. Bei Armstrong Whitworth entstand das Versuchsflugzeug A.W.52. Dennoch wurde der reine Nurflügel bis zur Einführung der Northrop B-2 niemals wirklich serienreif.
Nach dem Zweiten Weltkrieg gab es auch zwei Hersteller von Nurflügel-Segelflugzeugen in Brett-Auslegung, namentlich die Firma Survol von Charles Fauvel und die als Baukasten gelieferten Segler der „Pioneer-Serie“ des US-Amerikaners Jim Marske bzw. heute (2017) Kollman Composites. Allerdings konnte sich das Nurflügelkonzept nur bei den gewichtsgesteuerten Hängegleitern restlos durchsetzen.

## Konstruktive Ausführungen
Man unterscheidet drei grundsätzliche Konstruktionsansätze:

### 1. Stark rückwärts gepfeilte Nurflügel
Eine der goldenen Regeln der Aerodynamik besagt, dass für einen stabilen Flug der vorausfliegende Teil der gesamten horizontalen Flächen einen höheren spezifischen Auftrieb liefern muss als der hinterherfliegende Teil. Darüber hinaus muss der Schwerpunkt für einen stabilen Flug vor dem aerodynamischen Neutralpunkt des Flugzeuges liegen. Dies wird beim Normalflugzeug, aber auch beim Tandem- oder Entenflugzeug durch einen höheren Anstellwinkel der jeweils vorausfliegenden Fläche bewerkstelligt. Beim gepfeilten Nurflügel wird dieser Effekt durch eine Verwindung des Flügels erzielt, der den Außenflügel mit geringeren Anstellwinkel fliegen lässt. Die rückwärts gepfeilten Nurflügel lassen sich wiederum in drei Untergruppen einteilen.
- „Reine“ Nurflügel ohne vertikale Stabilisierungsflächen und einer mehr oder weniger starken Pfeilung und Schränkung des Flügels.

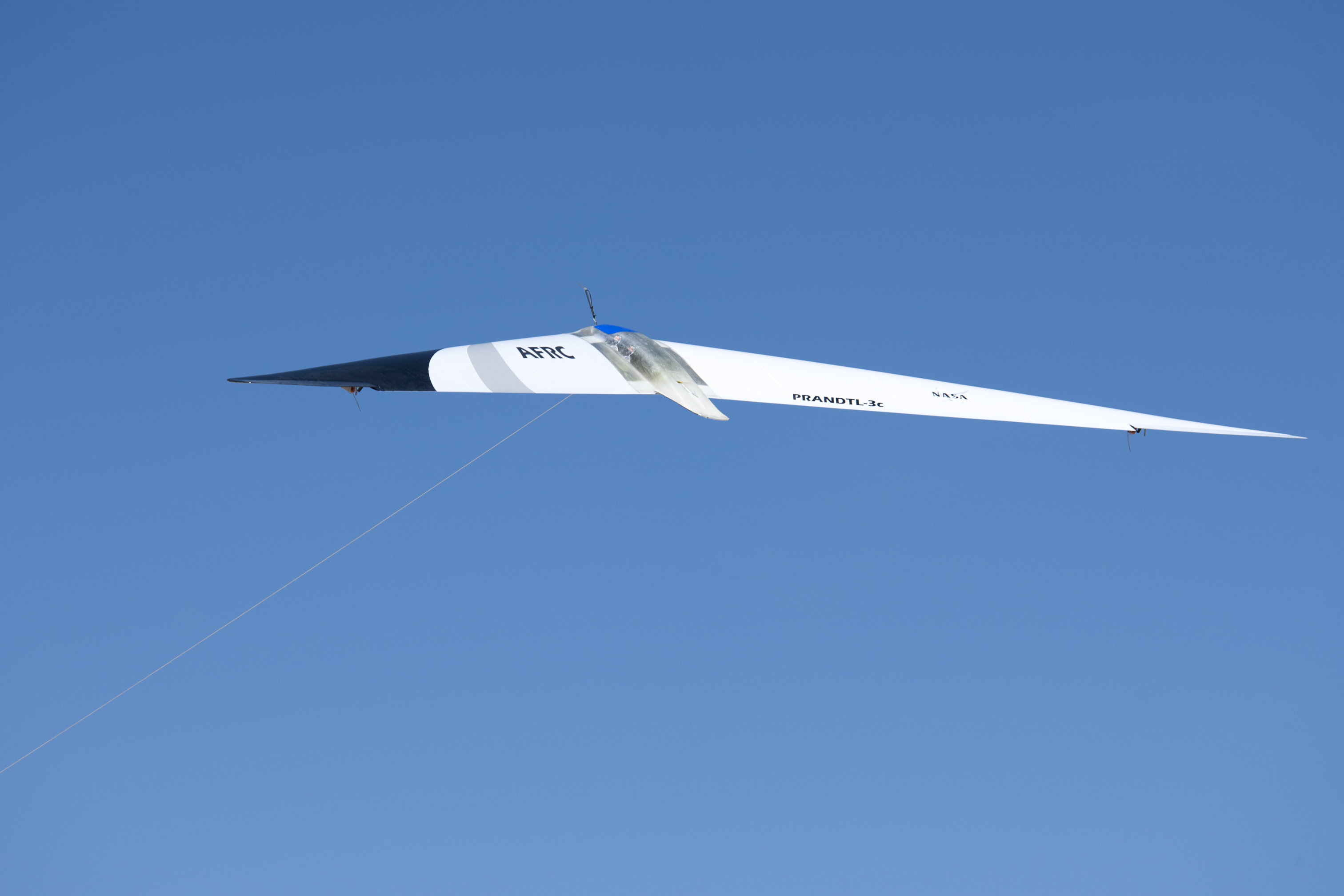
Prandtl-D-Wing-Modell beim Start mittels Gummiseil

Nurflügel nach den Gebrüdern Horten haben keine senkrechten Flächen und erzeugen die Stabilität um Hoch- und Querachse durch eine glockenförmige Verteilung der Auftriebskraft und einer starken Pfeilung. Die Glockenauftriebsverteilung soll dabei zur Kompensierung des negativen Wendemomentes dienen. In der Literatur wurde in den 1980ern und 1990ern jedoch die Ansicht, dass nur durch die Glocken-Auftriebsverteilung günstige Flugeigenschaften bei schwanzlosen Flugzeugen erzielt werden können, als ein Mythos eingeschätzt. Zum einen waren alle Horten-Nurflügel trotzdem mit einem negativen Wendemoment behaftet und darüber hinaus hat die Glockenverteilung nach Schulmeinung den großen Nachteil, dass sie einen beträchtlichen zusätzlichen induzierten Widerstand verursachen würde. Allerdings ist hier anzumerken, dass der für die optimale elliptische Auftriebsverteilung erforderliche Nullauftrieb an der Flügelspitze über den gesamten Arbeitsbereich nur dann zu erreichen ist wenn diese dimensionslos, also die Flügeltiefe Null ist (z. B. Dornier 228) oder die Flügelspitze fliegt immer mit 0° Anstellwinkel (Aero-Isoclinic-Wing). Zudem erhöhen Pfeilungseffekt und Winglets sogar noch die Auftriebsbelastung am Außenflügel. Insofern veröffentlichte Ludwig Prandtl bereits einige Jahre nach seiner Proklamation über die optimale elliptische Auftriebsverteilung (1920) eine weitere Einschätzung, welche besagte, dass eine optimale Auftriebsverteilung mit Nullauftrieb an der Flügelspitze eben nur durch eine glockenförmige Verteilung des Auftriebes möglich sei. Das seit 2015 laufende Projekt Prandtl-D (Preliminary Research Aerodynamic Design to Lower Drag ‚Voruntersuchung für aerodynamisches Design zur Verringerung des Luftwiderstands‘) der NASA versucht zu zeigen, dass eine vollständige Kompensation des negativen Wendemoments durch geeignete Verwindung und Formgebung der Flügelspitzen und der Elevons eben doch möglich ist. Einen Sonderweg betrat Geoffrey T. R. Hill der die Flügelspitzen vollständig drehbar anbrachte wie bei einem Pendel-Höhenruder. Nurflügel nach dem Konzept von Northrop haben keine glockenförmige, sondern eine möglichst optimale elliptische Auftriebsverteilung und arbeiten mit einseitig widerstandserhöhenden Spreizklappen an den Flügelenden um das negative Wendemoment zu kompensieren bzw. eine Seitenruderwirkung zu erzielen. Allerdings kann die Auftriebsverteilung bedingt durch die große Tiefe des Randbogens und das Fehlen von Elevons am Außenflügel der XB 35 und YB 49 (dort waren die Spreiz-Seitenruder angebracht) niemals elliptisch gewesen sein.
- Gepfeilte Nurflügel mit elliptischer Auftriebsverteilung und zusätzlichen vertikalen Stabilisierungsflächen oder Winglets an den Flügelspitzen (z. B. Armstrong Whitworth A.W.52 oder Akaflieg Braunschweig SB 13).

Hier wird eine Seitenruderwirkung erzielt, indem die Flügelenden sozusagen in die Senkrechte geklappt sind. Auch hier können (je nach Pfeilung) sowohl normale Klappen als auch widerstandserhöhende Spreizklappen angebaut sein. Betrachtet man die Winglets als in die Senkrechte geklappte Verlängerung der Spannweite, so kann hier anstellwinkelunabhängig Nullauftrieb erzeugt werden, welcher der Bildung von Randwirbeln entgegenwirkt. Andererseits bildet sich im Übergangsbereich von Flügel und Winglet sogar ein erhöhter (induzierter) Auftrieb, was wiederum Prandtls Theorie der elliptischen Auftriebsverteilung mit Nullauftrieb am Ende des Flügels widerspricht.
- Erzeugung von vertikaler Stabilisierungsfläche durch räumliche Geometrie wie zum Beispiel nach unten abgewinkelte Flügelspitzen (z. B. Dunne D6, Weltensegler, DFS 39, DFS 40 oder Boeing Bird of Prey).

Bei dieser Variante des gepfeilten Nurflügels wirken die Querruder-Ausschläge der an den nach unten hängenden Flügelspitzen angebrachten Elevons zusätzlich wie ein sinnrichtiger Seitenruderausschlag. Im deutschsprachigen Raum hat sich für dieses Konzept die Bezeichnung „Weltensegler-Knick“ oder in jüngerer Zeit „M-V-Konzept“ eingebürgert.

### 2. Minimal rückgepfeilte Nurflügel, hoch gestreckte Deltaflügel sowie ungepfeilte und minimal vorwärts gepfeilte Nurflügel
Die Konstruktionen Lippisch Delta III, Mihail Stabiloplan IV oder Tscheranowski BITsch 8 konnten ihre Stabilität um die Querachse aufgrund des geringen Hebelarms des Außenflügels im Bezug auf den Schwerpunkt nicht durch eine Schränkung des Flügels erreichen, sondern bedurften eines eigenstabilen Flügelprofils. Damit gehören sie vom Prinzip her zu den Brettnurflügeln. Allerdings verbessert auch eine minimale Rückpfeilung bereits die Wirkung von Elevons.

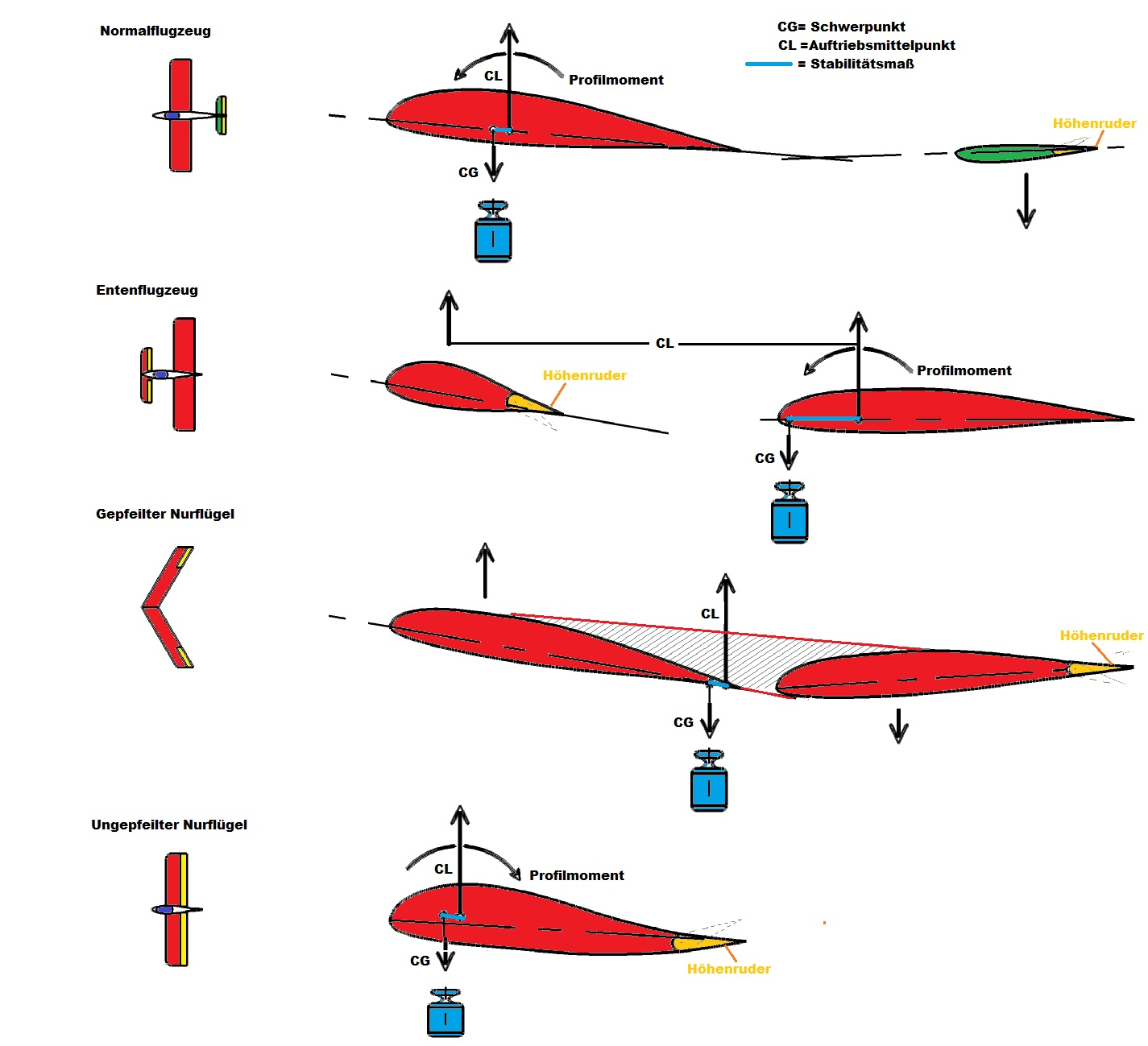
Stabilität um die Querachse, CL=Auftriebsmittelpunkt, CG= Schwerpunkt, Gelb position des Höhenruders

Unter ungepfeilten Nurflügeln versteht man Flügel, bei denen die t/4-Linie (25 % der Profiltiefe) gerade verläuft (z. B. Fauvel AV.36). Ist dagegen die Flügelvorderkante gerade, ist die t/4-Linie leicht vorwärts gepfeilt (z. B. Marske Pioneer II). Der Brett-Nurflügel erzeugt seine Längsstabilität durch besondere, stabil fliegende Flügelprofile (S-Schlag-Profil), die bei der Auftriebserzeugung ein (positives) Drehmoment um die Querachse erzeugen, welches dem durch die Schwerpunktvorlage und das (negative) Profilmoment der Normalprofile erzeugten Abnicken der Flugzeugnase entgegenwirkt, was bei konventionellen Flugzeugen durch das Höhenleitwerk kompensiert werden muss. Die Stabilität um die Gierachse wird normalerweise durch ein Seitenleitwerk an einem mehr oder weniger rudimentärem Rumpf oder an den Flügelhinterkanten gewährleistet (z. B. Fauvel AV.22 oder AV.36). Die Stabilität um die Längsachse kann dagegen genau wie beim Normalflugzeug durch eine V-Form erreicht werden. Als bisherige Höhepunkte dieser Konzeption werden die Leichtflugzeuge „Facet Opal“ von Scott Winton, die Noin „Choucas“ und die letzte Entwicklung „Pioneer IV“ von Jim Marske betrachtet.

### 3. Vorwärts gepfeilte Nurflügel
Dieses Konzept wurde bisher nur sehr selten genutzt, da es eine Vielzahl von zusätzlichen Problemen (der vorwärts gepfeilte Flügel ist instabil um die Hochachse) in sich birgt und in jedem Fall ein übergroßes Seitenleitwerk erfordert (z. B. Cornelius XFG-1). Zudem muss der Flügel extrem torsionssteif ausgelegt werden, um eine stabile Fluglage zu gewährleisten. Aeroelastische Verformungen an den Flügelspitzen sind speziell beim vorwärts gepfeilten Nurflügel inakzeptabel.

## Vorteile
Im Vergleich zu konventionellen Flugzeugen – bei denen lediglich die Tragflächen und nicht der gesamte Flugzeugkorpus für den Auftrieb sorgen – zeichnen sich Nurflügler durch ihre formspezifischen maximierten Auftriebseigenschaften aus. Aufgrund dessen wird die Leistung der Triebwerke wirtschaftlicher ausgenutzt. Da im Gegensatz zu klassischen Flugzeugen die der Schwerkraft unterworfene Nutzlast nicht von den auftriebserzeugenden Flügeln getrennt ist, entstehen geringere Strukturkräfte. Somit kann das Flugzeug leichter konstruiert werden. Die für den Bau von Nurflügeln erforderlichen druckpunktfesten oder eigenstabilen Flügelprofile entsprechen in etwa den Profilen, die für den Schnellflug im Unterschallbereich optimiert sind und sind diesen etwa in dem Bereich zwischen bestem Gleiten und Schnellflug zumindest ebenbürtig.
Bei Militärflugzeugen ist zudem das geringere Radarprofil ausschlaggebend.
Bei einem stabil ausgelegten Nurflügel, egal ob in rückwärts gepfeilter oder ungepfeilter Ausführung ergibt sich – wenn Elevons verwendet werden – ein weiterer Vorteil:
Beim Einleiten einer Kurve ist (wie beim Normalflugzeug auch) zunächst ein Querruderausschlag nötig, um die gewünschte Schräglage einzunehmen. Dann muss das für den Kurvenflug erforderliche Mehr an Auftrieb durch einen Höhenruderausschlag erzeugt werden. Zusätzlich müssen das negative Wendemoment und der erhöhte Widerstand des (schnelleren) kurvenäußeren Flügels durch einen angemessenen Seitenruderausschlag kompensiert werden.
Bei richtig ausgelegten Elevons ergibt sich nun der Umstand, dass idealerweise das kurvenäußere Ruder in Nullstellung verbleibt, wohingegen das kurveninnere Ruder sehr stark nach oben ausschlägt, um die gewünschte Momente um die Längs- und Querachse zu erzeugen. Dies entspricht einem sehr stark differenzierten Querruderausschlag bei einem Normalflugzeug – ein Kunstgriff, der normalerweise als konstruktive Gegenmaßnahme gegen das negative Wendemoment angewandt wird. Verstärkt werden kann dieser Effekt noch, wenn die Elevons unterteilt werden und die Ausschläge unterschiedlich überlagert werden. Somit kann auf einen Seitenruderausschlag u. U. ganz verzichtet werden. Zudem ergibt sich für den kurveninneren Flügel noch der Vorteil von der Auftriebserzeugung weitgehend entlastet zu sein (Klappenschränkung). Dies wiederum macht ein Überziehen im Kurvenflug nahezu unmöglich. Ähnlich verhält es sich auch im Geradeausflug, wo dann für den Langsamflug beide Elevons nach oben ausgeschlagen sind. Vertikale Flächen dienen somit eher der Gierdämpfung als der Stabilisierung um die Hochachse.

## Nachteile
Die Nachteile eines Nurflügels liegen in der geringeren Auftriebsleistung im Langsamflug, bedingt durch die an der Flügelhinterkante angebrachten Höhenruder, die das Profil bei zunehmendem Anstellwinkel zusehends „entwölben“. Aus diesem Grund ist auch der Einsatz herkömmlicher Hochauftriebshilfen (z. B. Wölbklappen, Fowlerklappen) beim Pfeil-Nurflügel nur sehr bedingt möglich. Eine momentenfreie Wölbklappe, die sich immerhin über ca. 60 % der Halbspannweite erstreckte, wurde allerdings 1989 bei dem Ultraleicht-Segler „Flair 30“ von Günther Rochelt erstmals erfolgreich verwirklicht und kommt auch beim Leichtsegler Aériane SWIFT (Swept Wing with Inboard Flap Trim) zum Einsatz.
Bei Brett-Nurflügeln sind auftriebserhöhende Klappen wegen ihrer Höhenruderwirkung sogar völlig unmöglich. Zudem ist eine optimale elliptische Auftriebsverteilung praktisch nur für eine Fluggeschwindigkeit möglich, es sei denn, es werden Elevons bzw. Trimmklappen (Flettner-Ruder) entlang der gesamten Flügelhinterkante verwendet oder es wird mit Schwerpunktverschiebung gearbeitet.
Des Weiteren ist die Flugstabilität bei der Konstruktion von schwanzlosen Fluggeräten ein weitaus schwieriger zu lösendes Problem als bei konventionellen Entwürfen. Die notwendige aerodynamische Stabilisierung um die Querachse kann nicht durch das am langen Hebelarm liegende Höhenleitwerk erreicht werden, sondern muss hier durch den Flügel selbst erbracht werden. Dies erfordert entweder eine spezielle Flügelgeometrie, oder eine gezielte Schränkung, und/oder eine momentenfreie Profilierung, die unter Umständen in weiten Teilen des Geschwindigkeitsbereiches einen höheren Luftwiderstand des Flügels hervorruft. Andererseits wird durch den fehlenden Rumpf und das fehlende Höhenleitwerk der Luftwiderstand geringer, sodass für bestimmte Anforderungen (z. B. Reiseflug bei hoher Unterschallgeschwindigkeit mit geringem Auftriebsbeiwert) ein Nurflügel-Flugzeug auch aerodynamisch deutlich günstiger sein kann.
Oft befindet sich bei reinen Nurflüglern der Schwerpunkt teilweise nur knapp vor dem Neutralpunkt, um die Verluste durch Höhenruderausschläge so gering wie möglich zu halten. Somit besteht die Gefahr, dass sich der Nurflügler, beispielsweise bei einem Strömungsabriss, nicht etwa durch ein von der Eigengewichtsverteilung verursachtes Abkippen der Rumpfnase selbst stabilisiert, sondern sich „aufschaukelt“ und unbeherrschbar wird. Verstärkt werden kann dieser Effekt noch, wenn der Pilot versucht, dem Überziehen entgegenzuwirken. Wird der Nurflügel durch außenliegende Elevons gesteuert, ergibt sich nämlich durch das Nachdrücken eine plötzlich erhöhte Auftriebsbelastung am Außenflügel, welche den Strömungsabriss sogar noch begünstigt. Andererseits wird richtig ausgelegten Schwanzlosen bei sicherer Schwerpunktlage ein sehr gutmütiges Überziehverhalten attestiert (z. B. Me 163 oder Horten H III). Dies ist auch einer der Gründe, warum Nurflügelkonstruktionen bei Modellfliegern sehr beliebt sind.
Mit ausreichender Schwerpunktvorlage sind Nurflügel sehr sicher zu fliegen, die Nurflügelproblematik liegt genau genommen nicht in der mangelhaften Flugstabilität, sondern in der geringen Dämpfung um Hoch- und Querachse, die normalerweise durch ein an einem langen Hebelarm befindliches Heckleitwerk entsteht. Das NASA-Projekt Prandtl-D-Wing von 2015 zeigt, dass bei richtiger Auftriebsverteilung (ähnlich Horten) die Vorteile eines Nurflügels durchaus überwiegen können, auch wenn er „stabil“ ausgelegt ist, also auf eine digitale Flugstabilisierung verzichtet werden kann.
Für einen Nurflügler, der in großer Höhe fliegen soll, ergibt sich zusätzlich das Problem der Druckbelüftung der Flugzeugkabine. Bei konventionellen Flugzeugen mit annähernd kreisförmigem Querschnitt wird die Struktur fast gleichmäßig belastet. Die Flugzeugkabine eines Nurflüglers weicht jedoch stark von der idealen Form des Kreises ab (Sie gleicht einer langgestreckten Ellipse oder einem Rechteck.). Die dadurch bedingte höhere Strukturbelastung muss durch zusätzliches Material versteift und somit einem höheren Gewicht ausgeglichen werden.

## Verbesserungsmöglichkeiten
In ihrem Buch weisen Nickel/Wohlfahrt explizit auf die „Goldene Regel der Auftriebsverteilung“ hin. Diese lautet: „Was örtlich an Anstellwinkel fehlt, kann durch eine größere Flächentiefe in diesem Bereich ausgeglichen werden“. An einem Beispiel verdeutlichen sie dies, indem bei einer Fauvel AV.36 eine Vertiefung des Innenflügels im Höhenruderbereich die Deformation der Auftriebsverteilung durch ein gezogenes Höhenruder erheblich abgemildert würde. Dadurch werden seither bei vielen Modellkonstruktionen inzwischen sprunghafte Tiefenvergrößerungen im Ruderbereich eingebaut, wie es auch auf dem Bild des Modellnurflügels zu erkennen ist. Auch die Konstruktionen von Jim Marske „Pioneer III und IV“ weisen im Höhenruderbereich einen solchen Tiefensprung auf. Theoretisch ist sogar eine Auslegung möglich, bei der die Auftriebsverteilung gar nicht mehr deformiert wird.(siehe auch Putilow Stal-5 und Senkow BP-1)
Bei gepfeilten Nurflüglern tritt ein Problem auf, das die Brüder Horten als „Mitteneffekt“ (heute besser Pfeilungseffekt genannt) bezeichneten. Durch das Abfließen der Strömung in Spannweitenrichtung bei einem rückwärts gepfeilten Flügel erbringt der Mittelflügel nicht den Auftriebsbeiwert wie der Rest der Tragfläche. Nachdem die Gebrüder Horten dies erkannt hatten, kompensierten sie dies durch einen deutlich vertieften Mittelflügel bei gleichzeitiger Entpfeilung der sog. t/4-Linie, was zu dem charakteristischen „Hortenschwänzchen“ führte, wie es z. B. bei der H IV oder noch ausgeprägter bei der Ho 229 zu erkennen ist. Positiver Nebeneffekt dieser Auslegung war ein deutlich vergrößertes nutzbares Volumen des Mittelflügels, was aus aerodynamischer Sicht die einzige Ähnlichkeit zum B-2-Bomber darstellt.
Militärisch genutzte Nurflügel wie die B-2 verzichten vollständig auf vertikale Leitflächen wie Seitenleitwerke oder Winglets, um so durch das Vermeiden rechter Winkel Radarreflexionen zu minimieren. Die Stabilisierung dieser Flugzeuge erfolgt dann neben der, durch die Flügelpfeilung ohnehin schon vorhandenen Stabilität um die Hochachse, durch einseitig an den Flügelspitzen den Widerstand erhöhende Klappensysteme (horizontale Spreizklappen oder Spoiler) sowie eine digitale Flugsteuerung aus einer Vielzahl von Klappen entlang der gesamten Flügelhinterkante sowie einer großen Anzahl von Fluglagesensoren. Die Maschine ist aber aerodynamisch instabil ausgelegt, das heißt bei Computer- oder Sensorausfall flugunfähig. Der Absturz der B-2 „Spirit of Kansas“ ist auf einen Sensorausfall zurückzuführen.

## Verbreitung

Starrer Hängegleiter

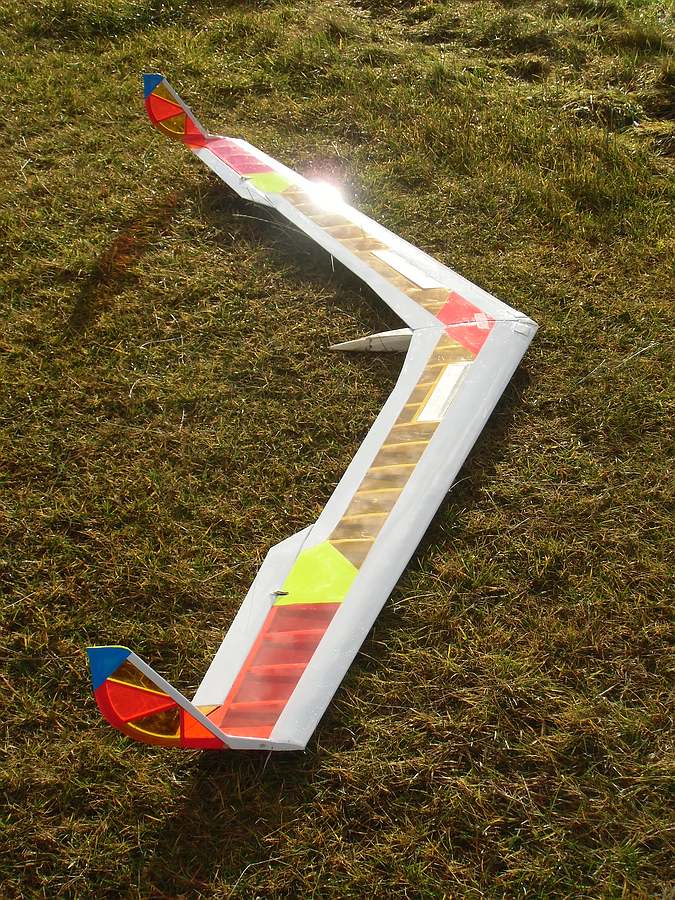
Ein moderner Nurflügler aus dem Flugmodellbau mit rückgepfeilten Tragflächen und Winglets an den Enden der Tragflächen für die Stabilität um die Gierachse

- Hängegleiter sind bis auf wenige Ausnahmen als Nurflügel ausgelegt. Die Abwesenheit eines nach hinten ausladenden Schwanzes erlaubt bei ihnen einen Start zu Fuß von einem steilen Starthang. Die Steuerung erfolgt durch Gewichtsverlagerung, teilweise unterstützt durch Rollspoiler.
- Gleitschirme erzeugen ihre Stabilität um die Querachse durch einen extrem weit unten liegenden Schwerpunkt. Hier ist eine schwanzlose Auslegung systembedingt.

Im Vergleich zu konventionellen Flugzeugen mit Leitwerk gibt es von den reinen Nurflügeln mit großer Nutzlast nur wenige Baumuster:
- die Flugzeuge der Brüder Horten vor, während und nach dem Zweiten Weltkrieg, insbesondere Horten H IX (Horten Ho 229/Gotha Go 229)
- das Segelflugzeug SB 13 der Akademischen Fliegergruppe Braunschweig
- das Ultraleicht-Segelflugzeug (Gleitflugzeug) Swift
- die Northrop N-1M 1940
- die Northrop N-9M aus dem Jahre 1942 (Propellertriebwerke)
- die Northrop YB-35 aus dem Jahre 1946 (Propellertriebwerke)
- die Northrop YB-49 aus dem Jahre 1947 (Strahltriebwerke)
- die Armstrong Whitworth A.W.52 (Strahlbomber)
- der strategische Stealth-Bomber Northrop B-2 der Luftwaffe der Vereinigten Staaten ab 1982
- die Aufklärungsdrohne Lockheed Martin RQ-170, entwickelt seit 2004, im Einsatz vermutlich seit 2007
- die unbemannten, von Solarenergie angetriebenen Langstreckenflugzeuge: Pathfinder, Centurion und Helios.

Das DLR erforschte in Zusammenarbeit mit Airbus die Realisierung eines Very Efficient Large Aircraft. Nurflügel findet man häufig im Flugmodellbau.